# Комарово (платформа)
Комарово (фін. Kellomäki) — пасажирська платформа Виборзького напрямку Жовтневої залізниці на дільниці Санкт-Петербург-Фінляндський — Виборг. Розташована в однойменному селищі на двоколійній дільниці між платформою Репіно і станцією Зеленогорськ. Має 2 платформи, касовий павільйон. Електрифікована в 1951 році, в складі дільниці Санкт-Петербург — Зеленогорськ. Реконструйовано під швидкісний рух у 2000-х роках. На станції зупиняються всі приміські електропоїзди, крім поїздів підвищеної комфортності.
| Попередня станція | Лінія | Лінія                  | Лінія | Наступна станція |
| ----------------- | ----- | ---------------------- | ----- | ---------------- |
| Репіно            |       | Виборзький напрямок ОЗ |       | Зеленогорськ     |